# Прун (Верона)
Прун је насеље у Италији у округу Верона, региону Венето.
Према процени из 2011. у насељу је живело 470 становника. Насеље се налази на надморској висини од 567 м.